# Carangwulung
Carangwulung is een bestuurslaag in het regentschap Jombang van de provincie Oost-Java, Indonesië. Carangwulung telt 4009 inwoners (volkstelling 2010).